# Sainte Agathe (Lorenzetti)
Pour les articles homonymes, voir Sainte Agathe.
Sainte Agathe – ou Sant'Agata en italien – est un tableau attribué au peintre siennois Pietro Lorenzetti, réalisé vers 1315. Cette tempera sur panneau, qui faisait probablement partie d'un retable polyptyque aujourd'hui dispersé, est une peinture chrétienne qui représente une sainte tenant d'une main une croix et de l'autre un pan de son vêtement orangé. Longtemps présentée comme Agnès de Rome ou Marguerite d'Antioche ; la figure a été reconnue comme Agathe de Catane par l'historien de l'art Bernard Berenson en 1909, l'échancrure de son haut jouant un rôle déterminant dans l'identification de cette martyre ayant subi l'ablation de ses seins. Acquise en 1863, l'œuvre est conservée au musée de Tessé, au Mans, en France.